# Averse Sefira
Averse Sefira est un groupe américain de black metal, originaire de Austin, au Texas, actif entre 1995 et 2012.

## Histoire
Averse Sefira est formé en 1996 par le guitariste et chanteur Sanguine Mapsama et le bassiste Wrath Sathariel Diabolus. Leur démo, Blasphomet Sin Abset, sort plus tard cette année-là. Il fait usage d'une boîte à rythmes à la place d'un batteur live. Trois ans plus tard, en 1999, leur premier album complet, intitulé Homecomings March, sort sur Arrogare Records, leur propre label qui a été créé spécifiquement dans le but de sortir cet album. Encore une fois, le groupe doit utiliser une boîte à rythmes au lieu d'un vrai batteur. Une version remasterisée de l'album sort en 2003, avec les intermèdes sous forme de pistes séparées.
En 2001, le groupe sort un deuxième album, Battle's Clarion. Pour cet album, le groupe fait appel pour la première fois à un batteur live, The Carcass, auparavant membre du groupe de death metal texan Death of Millions, et, pendant une période, batteur en tournée pour Incantation. Le style musical de cet album prend une profonde influence death metal, rappelant parfois les premiers Deicide ou Morbid Angel, mais était toujours facilement identifiable comme du black metal. Après Battle's Clarion, le groupe part en tournée internationale pendant quelques années par intermittence, à la fois avec des groupes de renommée tels que Dark Funeral et des groupes underground tels qu'Antaeus et Watain. Le groupe acquiert rapidement une réputation pour ses concerts féroces et gagne des adeptes en Europe et en Amérique du Sud, en particulier en Brésil.
Dans un article de son blog officiel du 3 mai 2012, Averse Sefira annonce la fin du groupe. « C'est fini. L'entité Averse Sefira s'est fracturée en ses parties terrestres, pour ne plus jamais reprendre son envol. »

## Style musical et idéologie
Le style musical des débuts du groupe était « stylistiquement très proche des premiers morceaux de Mayhem et Gorgoroth. Autour de Battle's Clarion, ils « ont exploré une musique avec un son orienté death, et a contribué à façonner le style du groupe texan en quelque chose d'un peu plus développé. » Sur Advent Parallax, Averse Sefira « fournit un black metal brut, torride et matraquant » avec « des notes de death metal à l'occasion, mais le black metal est l'ingrédient principal - et cela signifie une voix rauque au son sinistre […], des blastbeats tonitruants et une ambiance de doom total. L'une des choses qui rendent Advent Parallax efficace est le fait que vous pouvez réellement comprendre les paroles qui sortent de la bouche de Mapsama. Tant de chanteurs de black metal et de death metal sont difficiles à comprendre, mais Mapsama est tout à fait compréhensible. sur des morceaux percutants tels que Viral Kinesis, Serpent Recoil, Cognition of Rebirth et Seance in a Warrior's Memory. Tout bien considéré, cet album du début 2008 est un exemple respectable et remarquable d'un groupe américain avec un son très influencé par la Scandinavie » écrit Alex Henderson pour AllMusic.
Sanguine déclare, en tant que sataniste, qu'il trouve « quelque peu insultant de voir des groupes qui écrivent des paroles où un mot sur deux est « SATAN! » et Wrath Sathariel Diabolus s'est dissocié des groupes de death metal qui se prennent pour des black metallers car ils utilisent de la corpse paint et crient Satan, soulignant que derrière le black metal, il y a d'abord une idée et pas seulement des guitares distordues ».

## Discographie

### Albums studio
- 1999 : Homecoming's March
- 2001 : Battle's Clarion
- 2005 : Tetragrammatical Astygmata
- 2008 : Advent Parallax

### Albums live et compilations
- 2003 : A Union in Blood - Live in Bordeaux (live)
- 2003 : Bestien in Engelgestalt (split avec Secrets of the Moon)

### Démos et bootlegs
- 1996 : Blasphomet Sin Abset (démo)
- 1999 : Promotional Demo 1999 (démo)